# Winter-Asienspiele 1999/Eishockey
Die Eishockeywettbewerbe der IV. Winter-Asienspiele fanden vom 30. Januar bis 6. Februar 1999 in der südkoreanischen Provinz Gangwon-do statt. Neben der Gastgebernation Südkorea nahmen bei den Herren fünf weitere Länder – Japan, die Volksrepublik China, Kasachstan, die Mongolei und Kuwait – am Wettbewerb teil. Durch die erstmalige Teilnahme der Mongolei und Kuwaits wurde eine neue Rekordteilnehmerzahl erreicht. Die Goldmedaille sicherte sich erneut Kasachstan, das ohne Turnierniederlage blieb. Dahinter gewannen Japan und China die weiteren Medaillen.
Am Eishockeyturnier der Frauen nahmen vier Mannschaften teil. Die Teilnehmer waren die Gastgebernation, Japan, Kasachstan und die Volksrepublik China. Wie bei den Herren konnte die Volksrepublik China ohne Niederlage die Goldmedaille gewinnen und ihren Titel verteidigen. Auch hier ging Silber an Japan, Kasachstan errang Bronze.

## Herren

### Modus
Die sechs Teilnehmer wurden zunächst in zwei Gruppen à drei Mannschaften eingeteilt. Diese spielten in einer Einfachrunde die beiden Finalrundenteilnehmer jeder Gruppe aus.
Nach der Vorrunde absolvierten die beiden letztplatzierten Mannschaften das Spiel um den fünften Platz. Die vier Finalrundenteilnehmer spielten – unter Mitnahme des Ergebnisses der Direktbegegnung der Vorrunde – den Goldmedaillengewinner aus. Die Mannschaft mit den meisten Punkten gewann die Goldmedaille.

### Vorrunde

#### Gruppe A
| Januar 1999  | Südkorea   | 14:1 (6:1, 2:0, 6:0)   | Mongolei   | Gangwon-do, Südkorea Zuschauer: |
| Februar 1999 | Südkorea   | 1:12 (0:5, 0:3, 1:4)   | Kasachstan | Gangwon-do, Südkorea Zuschauer: |
| Februar 1999 | Kasachstan | 40:0 (7:0, 12:0, 21:0) | Mongolei   | Gangwon-do, Südkorea Zuschauer: |

| Pl. |            | Sp | S | U | N | Tore  | Punkte |
| --- | ---------- | -- | - | - | - | ----- | ------ |
| 1.  | Kasachstan | 2  | 2 | 0 | 0 | 52:01 | 4:0    |
| 2.  | Südkorea   | 2  | 1 | 0 | 1 | 15:13 | 2:2    |
| 3.  | Mongolei   | 2  | 0 | 0 | 2 | 01:54 | 0:4    |

#### Gruppe B
| Januar 1999  | Japan               | 44:1 (15:0, 11:1, 18:0) | Kuwait              | Gangwon-do, Südkorea Zuschauer: |
| Februar 1999 | Volksrepublik China | 35:0 (15:0, 15:0, 5:0)  | Kuwait              | Gangwon-do, Südkorea Zuschauer: |
| Februar 1999 | Japan               | 7:0 (1:0, 2:0, 4:0)     | Volksrepublik China | Gangwon-do, Südkorea Zuschauer: |

| Pl. |                     | Sp | S | U | N | Tore  | Punkte |
| --- | ------------------- | -- | - | - | - | ----- | ------ |
| 1.  | Japan               | 2  | 2 | 0 | 0 | 51:01 | 4:0    |
| 2.  | Volksrepublik China | 2  | 1 | 0 | 1 | 35:07 | 2:2    |
| 3.  | Kuwait              | 2  | 0 | 0 | 2 | 01:79 | 0:4    |

### Spiel um Platz 5
| Februar 1999 | Mongolei | 5:4 n. V. (0:3, 4:0, 0:1, 1:0) | Kuwait | Gangwon-do, Südkorea Zuschauer: |

### Finalrunde
| Februar 1999 | Kasachstan | 12:2 (5:0, 5:2, 2:0) | Volksrepublik China | Gangwon-do, Südkorea Zuschauer: |
| Februar 1999 | Südkorea   | 1:13 (0:5, 0:2, 1:6) | Japan               | Gangwon-do, Südkorea Zuschauer: |
| Februar 1999 | Kasachstan | 1:1 (0:0, 0:0, 1:1)  | Japan               | Gangwon-do, Südkorea Zuschauer: |
| Februar 1999 | Südkorea   | 2:7 (0:3, 1:4, 1:0)  | Volksrepublik China | Gangwon-do, Südkorea Zuschauer: |

| Pl. |                     | Sp | S | U | N | Tore  | Punkte |
| --- | ------------------- | -- | - | - | - | ----- | ------ |
| 1.  | Kasachstan          | 3  | 2 | 1 | 0 | 25:04 | 5:1    |
| 2.  | Japan               | 3  | 2 | 1 | 0 | 21:02 | 5:1    |
| 3.  | Volksrepublik China | 3  | 1 | 0 | 2 | 09:21 | 2:4    |
| 4.  | Südkorea            | 3  | 0 | 0 | 3 | 04:32 | 0:6    |

Anmerkung: Die Vorrundenspiele  Südkorea –  Kasachstan (1:12) und  Japan –  Volksrepublik China (7:0) sind in die Tabelle eingerechnet.

### Abschlussplatzierungen
| Rang | Nation              |
| ---- | ------------------- |
| 1    | Kasachstan          |
| 2    | Japan               |
| 3    | Volksrepublik China |
| 4    | Südkorea            |
| 5    | Mongolei            |
| 6    | Kuwait              |

## Frauen

### Modus
Jede der vier Mannschaften spielte einmal gegen jede andere Mannschaft. Die Mannschaft mit den meisten Punkten gewann die Goldmedaille.

### Ergebnisse
| 30. Januar 1999 | Südkorea            | 1:17 (0:6, 0:5, 1:6)  | Kasachstan          | Gangwon-do, Südkorea Zuschauer: |
| 30. Januar 1999 | Volksrepublik China | 6:1 (2:0, 1:0, 3:1)   | Japan               | Gangwon-do, Südkorea Zuschauer: |
| Februar 1999    | Südkorea            | 1:15 (0:5, 1:4, 0:6)  | Volksrepublik China | Gangwon-do, Südkorea Zuschauer: |
| Februar 1999    | Japan               | 2:1 (1:1, 0:0, 1:0)   | Kasachstan          | Gangwon-do, Südkorea Zuschauer: |
| 4. Februar 1999 | Volksrepublik China | 10:2 (1:0, 3:0, 6:2)  | Kasachstan          | Gangwon-do, Südkorea Zuschauer: |
| 4. Februar 1999 | Südkorea            | 0:25 (0:7, 0:13, 0:6) | Japan               | Gangwon-do, Südkorea Zuschauer: |

| Pl. |                     | Sp | S | U | N | Tore  | Punkte |
| --- | ------------------- | -- | - | - | - | ----- | ------ |
| 1.  | Volksrepublik China | 3  | 3 | 0 | 0 | 31:04 | 6:0    |
| 2.  | Japan               | 3  | 2 | 0 | 1 | 28:07 | 4:2    |
| 3.  | Kasachstan          | 3  | 1 | 0 | 2 | 20:13 | 2:4    |
| 4.  | Südkorea            | 3  | 0 | 0 | 3 | 02:57 | 0:6    |

## Medaillenspiegel
| Medaillenspiegel Eishockey | Medaillenspiegel Eishockey | Medaillenspiegel Eishockey | Medaillenspiegel Eishockey | Medaillenspiegel Eishockey | Medaillenspiegel Eishockey |
| Platz                      | Land                       | Gold                       | Silber                     | Bronze                     | Gesamt                     |
| -------------------------- | -------------------------- | -------------------------- | -------------------------- | -------------------------- | -------------------------- |
| 1                          | Volksrepublik China        | 1                          | −                          | 1                          | 2                          |
| 1                          | Kasachstan                 | 1                          | −                          | 1                          | 2                          |
| 3                          | Japan                      | −                          | 2                          | −                          | 2                          |